# ترومان سايمور
ترومان سايمور (بالإنجليزية: Truman Seymour)‏ هو ضابط ورسام أمريكي، ولد في 24 سبتمبر 1824 في برلينغتون في الولايات المتحدة، وتوفي في 30 أكتوبر 1891 في فلورنسا في إيطاليا.

## معرض صور

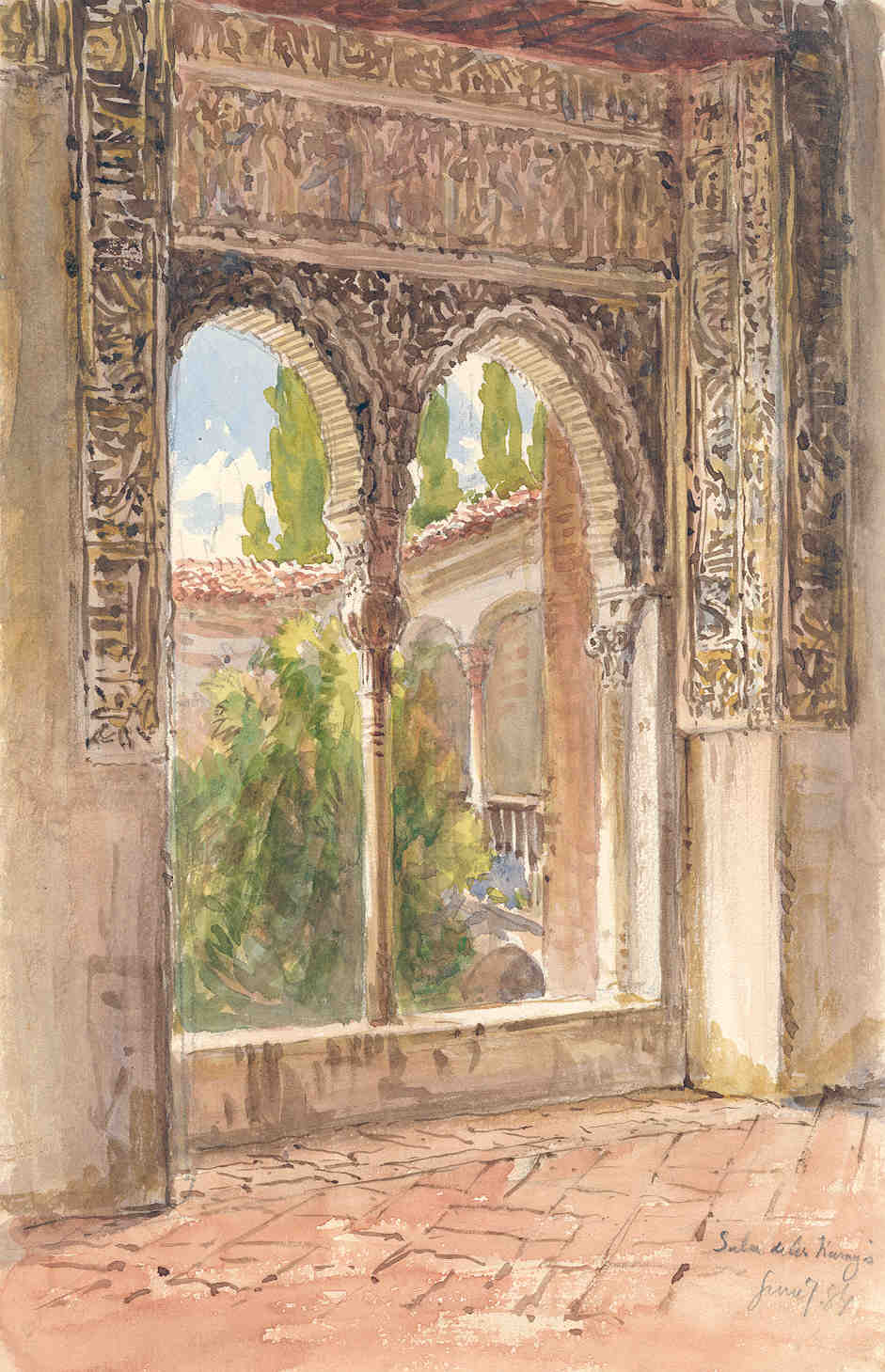
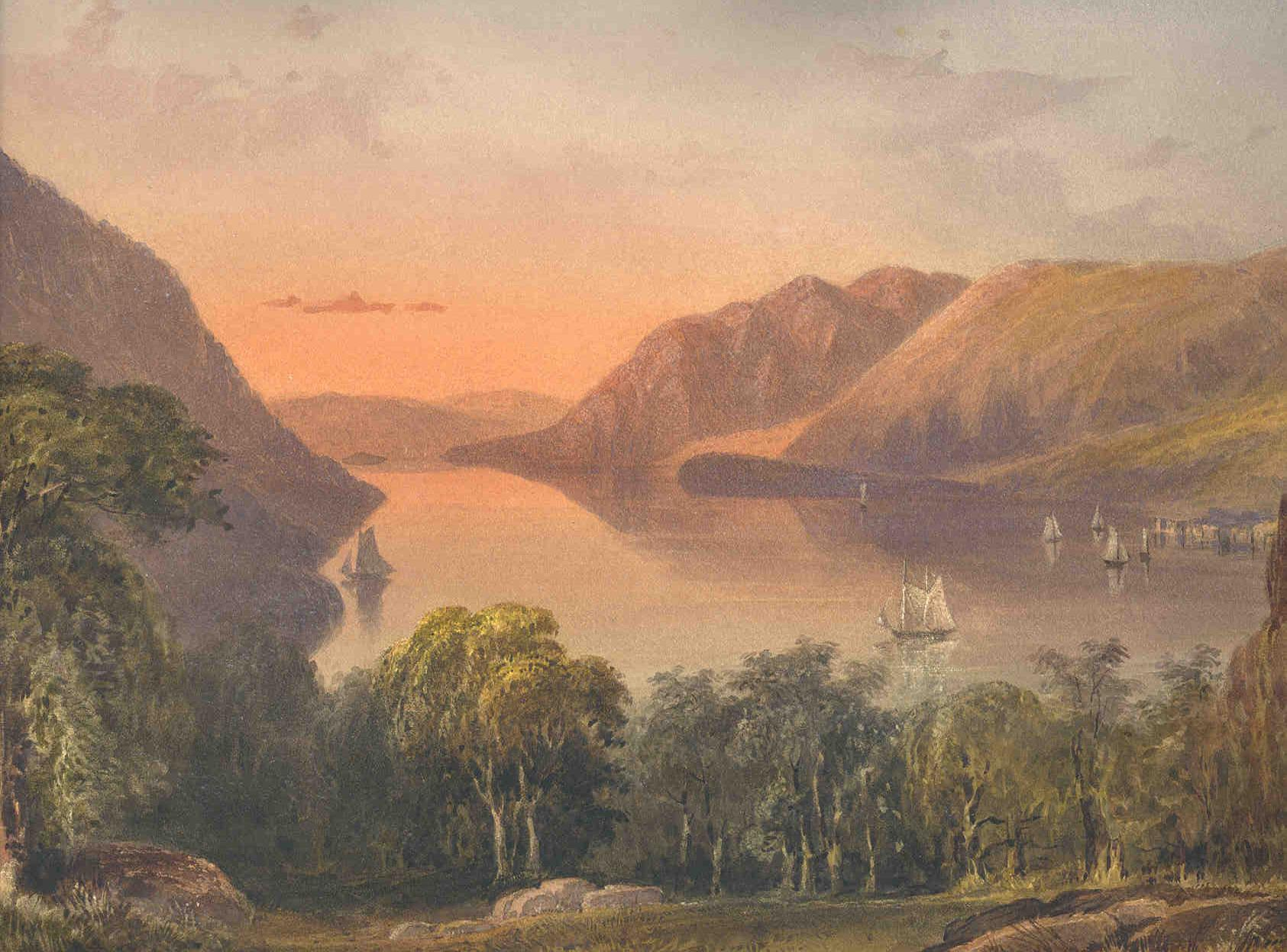
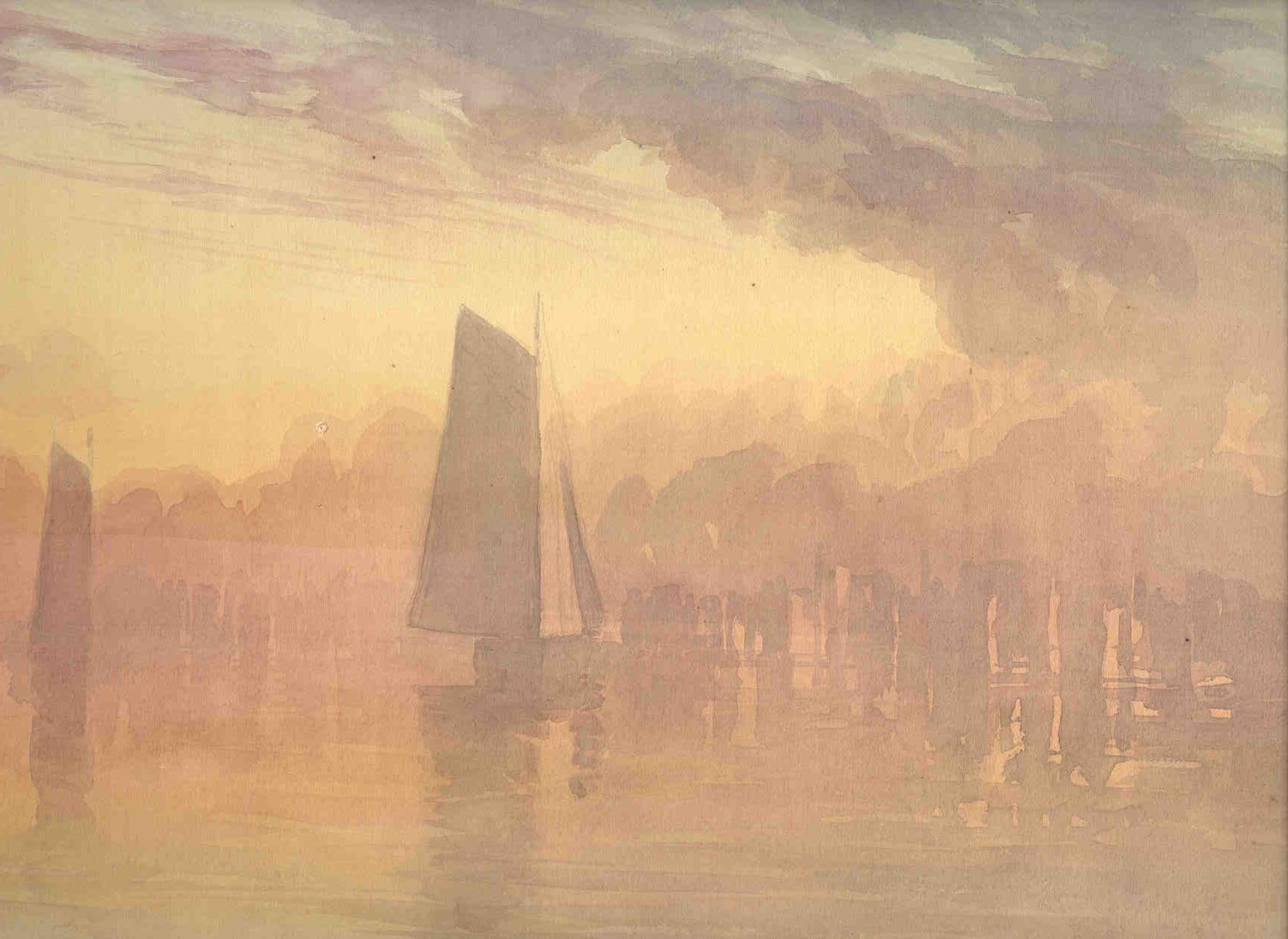